# Langue des signes danoise
La langue des signes danoise (en danois : Dansk tegnsprog) est une langue des signes utilisée par les Sourds et leurs proches au Danemark.

## Histoire
La première école pour enfants sourds est créée en 1807 par le professeur Peter Atke Castberg. Plus tard, en 1866, la première association de sourds apparaît à Copenhague et l'on commence à enseigner la langue des signes, toutefois le Congrès de Milan de 1880 fait que l'éducation des enfants sourds se tourne vers la méthode oraliste et la langue des signes danoise est bannie de l'enseignement.
En 1935, l'Association danoise pour les sourds est créée (en danois : Danske Døves Landsforbund (da)).
La langue des signes danoise est reconnue en tant que telle en 1991. Elle est considérée comme la première langue des enfants sourds, le danois parlé étant leur deuxième langue. Un dictionnaire contenant 2 000 signes de vocabulaire élémentaire est édité en mai 2008, ainsi qu'une version internet.
Elle est officiellement reconnue le 13 mai 2014 par le parlement danois.

## Caractéristiques
Certains signes sont liés à la langue des signes française et elle est intelligible avec les langues des signes suédoise et norvégienne avec peu de difficultés, mais pas avec la langue des signes finlandaise. Il n'y a pas de dialectes connus.

## Utilisation
La langue est utilisée dans les six écoles primaires publiques pour les sourds. Des interprètes sont fournis dans les cours de justice et peuvent être utilisés lors d'événements publics importants, dans la formation professionnelle, les services sociaux et les programmes de santé mentale. Des cours sont dispensés aux parents d'enfants sourds et à d'autres personnes entendantes. Il existe un Comité national pour la langue des signes et une organisation pour les enseignants en langue des signes.
Le langage signé danois est distinct, mais utilisé pour communiquer avec des personnes entendantes.